# Mary McDonnell
Mary Eileen McDonnell (Wilkes-Barre, Pennsylvania, 1952. április 28. –) amerikai színésznő.
Ismert televíziós szereplései voltak a Csillagközi romboló (2004–2009), A főnök (2009–2012) és a Gyilkos ügyek (2012–2018) című sorozatokban. A főnök, illetve a Vészhelyzet című sorozatokkal két alkalommal jelölték Primetime Emmy-díjra, mint legjobb vendégszínésznő drámasorozatban.
A Farkasokkal táncoló (1990) című kalandfilmmel mellékszereplőként, míg a Szerelem-hal (1992) című filmdrámával főszereplőként jelölték Oscar- és Golden Globe-díjakra. Egyéb filmjei közé tartozik a Komputerkémek (1992), A függetlenség napja (1996), a Donnie Darko (2001) és a Sikoly 4. (2011).

## Pályafutása
McDonnell 1981-ben Obie-díjat nyert a legjobb színésznőnek a Still Life című darabban nyújtott alakításáért. A Broadwayn szerepelt az Execution of Justice, a The Heidi Chronicles és a Summer and Smoke című előadásokban.
Több mint 21 évnyi színházi és televíziós munka után McDonnell 1990-ben tette meg a filmes áttörést az Álló ököl, a sziú indiánok által felnevelt amerikai telepesek lányaként Kevin Costner Farkasokkal táncoló című filmjében. A Graham Greene karakterének, Kicking Birdnek az örökbefogadott lányát alakító, akkor 37 éves McDonnell mindössze 10 hónappal volt fiatalabb Greene-nél, és kevesebb mint két évvel Tantoo Cardinalnál, aki Fekete Sálat, az örökbefogadó anyját játszotta. A szerepért a legjobb női mellékszereplőnek járó Oscar-díjra jelölték.
A Szerelem-hal (1992) című filmben játszott szerepe újabb Oscar-jelölést hozott neki, ezúttal a legjobb női főszereplőnek járó díjra. További neves filmjei közé tartozik a Grand Canyon (1991), a Komputerkémek (1992), A függetlenség napja (1996) és a Donnie Darko (2001). McDonnell szerepelt Patrick Swayze oldalán az 1988-as A tigris visszatér című filmben is. 1997-ben a Tizenkét dühös ember című filmben a bírót játszotta.
A televízióban McDonnell 1980-ban kapta első állandó szerepét az As the World Turns című szappanoperában. Szerepelt 1984-ben a rövid életű E/R című orvosi vígjátékban. Véletlenül 2001-ben vendégszerepelt az NBC azonos című (ER), magyarul Vészhelyzetként ismert orvosi sorozatában is. A sorozatban Eleanor Carter szerepéért Primetime Emmy-díjra jelölték. 2008-ban és 2009-ben három epizódban játszotta Dr. Virginia Dixont, az Asperger-szindrómás sebészt A Grace klinika három epizódjában.
2003-ban szerepelt a Csillagközi romboló című minisorozatban, mint Laura Roslin. A minisorozatból lett az azonos című heti sorozat, amelyben McDonnell újra eljátszotta Laura Roslin szerepét. A sorozat 2009 márciusában ért véget. McDonnell világszerte elismerést kapott a sorozatban nyújtott alakításáért, aminek egy része akkor került bemutatásra, amikor meghívták az ENSZ-be egy retrospektív kiállításra és beszélgetésre Edward James Olmosszal (Adama admirális).
McDonnell részt vett a 2009-es World Science Festivalon a Battlestar Galactica című különleges ülésszakon, amelyen Michael Hogan, valamint Nick Bostrom és Kevin Warwick tudósok is részt vettek. 2011-ben feltűnt Kate Roberts szerepében, aki Emma Roberts karakterének édesanyja a Sikoly 4.-ben.
2009 és 2012 között McDonnellnek visszatérő szerepe volt A főnök című sorozatban, mint Sharon Raydor kapitány, a Force Investigation Division rendőrkapitánya, aki gyakran kerül szembe Kyra Sedgwick Golden Globe- és Primetime Emmy-díjas karakterével. 2011-ben McDonnell Primetime Emmy-jelölést kapott legjobb vendégszínésznő (drámasorozat) kategóriában.
Miután A főnök 2012-ben befejezte utolsó évadát, McDonnell karaktere főszereplőként folytatta a Gyilkos ügyek című spin-offban. A sorozat 2012. augusztus 13-án debütált, és végül 2018 januárjában fejeződött be a Sharon Raydor halálával.

## Magánélete
McDonnell Randle Mell színész felesége. Két gyermekük van, Michael és Olivia.

## Filmográfia

### Film
| Év   | Magyar cím              | Eredeti cím                        | Szerep                      | Magyar hang         |
| ---- | ----------------------- | ---------------------------------- | --------------------------- | ------------------- |
| 1984 | És megszólal Garbo      | Garbo Talks                        | Lady Capulet                |                     |
| 1987 | Azok a véres napok      | Matewan                            | Elma Radnor                 |                     |
| 1988 | A tigris visszatér      | Tiger Warsaw                       | Paula Warsaw                | Menszátor Magdolna  |
| 1990 | Farkasokkal táncoló     | Dances with Wolves                 | Álló Ököl                   | Kiss Mari           |
| 1990 | Farkasokkal táncoló     | Dances with Wolves                 | Álló Ököl                   | Majsai-Nyilas Tünde |
| 1991 | Grand Canyon            | Grand Canyon                       | Claire                      | Andresz Kati        |
| 1992 | Szerelem-hal            | Passion Fish                       | May-Alice Culhane           | Pápai Erika         |
| 1992 | Komputerkémek           | Sneakers                           | Liz                         | Kiss Erika          |
| 1994 | Csont nélkül            | Blue Chips                         | Jenny Bell                  | Csomor Csilla       |
| 1996 | A függetlenség napja    | Independence Day                   | Marilyn Whitmore first lady | Básti Juli          |
| 1998 |                         | You Can Thank Me Later             | Diane                       |                     |
| 1999 | Dilidoki                | Mumford                            | Althea Brockett             | Menszátor Magdolna  |
| 2001 | Donnie Darko            | Donnie Darko                       | Rose Darko                  | Kovács Nóra         |
| 2003 |                         | Nola                               | Margaret Langworthy         |                     |
| 2004 | Lóvá tett gazda         | Crazy Like a Fox                   | Amy Banks                   |                     |
| 2011 | Sikoly 4.               | Scream 4                           | Kate Roberts                | Götz Anna           |
| 2011 | Krízispont              | Margin Call                        | Mary Rogers                 | Makay Andrea        |
| 2021 | Vaják: A Farkas rémálma | The Witcher: Nightmare of the Wolf | Lady Zerbst                 | Virághalmy Judit    |

### Televízió
| Év        | Magyar cím           | Eredeti cím                    | Szerep                            | Megjegyzések                                               |
| --------- | -------------------- | ------------------------------ | --------------------------------- | ---------------------------------------------------------- |
| 1980      |                      | As the World Turns             | Claudia Colfax                    | 1 epizód                                                   |
| 1982      |                      | Money on the Side              | Terri                             | tévéfilm                                                   |
| 1984–1985 |                      | E/R                            | Dr. Eve Sheridan                  | 20 epizód                                                  |
| 1995–1996 |                      | High Society                   | Dorothy "Dott" Emerson            | 13 epizód                                                  |
| 1997      | Tizenkét dühös ember | 12 Angry Men                   | Cynthia Nance bírónő              | - tévéfilm - magyar hangja: - Andresz Kati - Szórádi Erika |
| 1998      | Sorsdöntő bizonyíték | Evidence of Blood              | Dora Overton                      | tévéfilm                                                   |
| 1999      |                      | Replacing Dad                  | Linda Marsh                       | tévéfilm                                                   |
| 1999      |                      | Ryan Caulfield: Year One       | Rachel Caulfield                  | 2 epizód                                                   |
| 2000      | Apai választás       | A Father's Choice              | Susan Shaw                        | - tévéfilm - magyar hangja: - Menszátor Magdolna           |
| 2000      | Mindörökké           | For All Time                   | Laura Brown                       | tévéfilm                                                   |
| 2001–2002 | Vészhelyzet          | ER                             | Eleanor Carter                    | 5 epizód                                                   |
| 2002      | Angyali érintés      | Touched by an Angel            | Theodore nővér                    | 1 epizód                                                   |
| 2002      | A medál              | The Locket                     | Helen Staples                     | tévéfilm                                                   |
| 2003      | Csillagközi romboló  | Battlestar Galactica           | Laura Roslin elnökasszony         | minisorozat (2 epizód)                                     |
| 2004–2009 | Csillagközi romboló  | Battlestar Galactica           | Laura Roslin elnökasszony         | főszereplő (71 epizód)                                     |
| 2005      | Mrs. Harris          | Mrs. Harris                    | Vivian Schulte                    | - tévéfilm - magyar hangja: - Szórádi Erika                |
| 2008–2009 | A Grace klinika      | Grey's Anatomy                 | Dr. Virginia Dixon                | 3 epizód                                                   |
| 2009      |                      | Killer Hair                    | Rose                              | tévéfilm                                                   |
| 2009      |                      | Hostile Makeover               | Rose Smithsonian                  | tévéfilm                                                   |
| 2009–2012 | A főnök              | The Closer                     | Sharon Raydor százados            | főszereplő (23 epizód)                                     |
| 2012–2018 | Gyilkos ügyek        | Major Crimes                   | Sharon Raydor százados/parancsnok | főszereplő (105 epizód)                                    |
| 2017      | Fargo                | Fargo                          | Ruby Goldfarb                     | 4 epizód (3. évad)                                         |
| 2019      | Veronica Mars        | Veronica Mars                  | Jane                              | 1 epizód                                                   |
| 2021      |                      | Rebel                          | Helen Peterson                    | 2 epizód                                                   |
| 2023      | Az Usher-ház bukása  | The Fall of the House of Usher | Madeline Usher                    | - 8 epizód - magyar hangja: - Kiss Mari                    |

## Díjak és jelölések
Oscar-díj
- 1990: jelölés – legjobb női mellékszereplő (Farkasokkal táncoló)
- 1992: jelölés – legjobb női főszereplő (Szerelem-hal)

Golden Globe-díj
- 1990: jelölés – legjobb női mellékszereplő (Farkasokkal táncoló)
- 1992: jelölés – legjobb női főszereplő (filmdráma) (Szerelem-hal)

## Fordítás
- Ez a szócikk részben vagy egészben  a   Mary McDonnell című angol Wikipédia-szócikk ezen változatának fordításán alapul.  Az eredeti cikk szerkesztőit annak laptörténete sorolja fel. Ez a jelzés csupán a megfogalmazás eredetét és a szerzői jogokat jelzi, nem szolgál a cikkben szereplő információk forrásmegjelöléseként.